# Amana, Iowa
Amana är en ort i Iowa County i delstaten Iowa, USA. Det är en av sju byar i Amana Colonies.